# Gibbestola griseovaria
Gibbestola griseovaria là một loài bọ cánh cứng trong họ Cerambycidae.